# Béchar (tỉnh)
Béchar (tiếng Ả Rập: ولاية بشار ) là một tỉnh ở Algérie, được đặt tên theo tỉnh lỵ Béchar, giáp biên giới với các vùng Souss-Massa, Drâa-Tafilalet và Oriental của Maroc.

## Các huyện
Tỉnh này bao gồm 12 huyện và 21 đô thị. Các huyện bao gồm:
- Kénadsa
- Abadla
- Béni Abbès
- Kerzaz
- Lahmar
- Ouled Khodeïr
- Béni Ounif
- Taghit
- Igli
- Béchar
- Tabelbala
- El Ouata

The municipalies are:
- Abadla
- Béchar
- Beni Abbes
- Beni Ikhlef
- Beni Ounif
- Boukais
- El Ouata
- Erg Ferradj
- Ighil
- Kenadsa
- Kerzaz
- Ksabi
- Lahmar
- Mechraa Houari Boumedienne
- Meridja
- Mogheul
- Ouled Khoudir
- Tabalbala
- Taghit
- Tamtert
- Timoudi